# Geistliche Familie „Das Werk“
Die geistliche Familie „Das Werk“ (lateinisch Familia spiritualis opus, FSO) ist eine geistliche Gemeinschaft in der römisch-katholischen Kirche, die am 18. Januar 1938 von Julia Verhaeghe (1910–1997) gegründet wurde. Am selben Tag trat Kaplan Cyrill Hillewaere dem Werk bei. Am 29. August 2001 erfolgte die päpstliche Anerkennung als eine „Familie des geweihten Lebens“. Zugleich wurden von der Kongregation für die Institute des geweihten Lebens und für die Gesellschaften des apostolischen Lebens die Konstitutionen approbiert. Darin sind die rechtlichen Bestimmungen hinsichtlich der Zielsetzung der Gemeinschaft und deren Leitung sowie der Lebensordnung und der Eingliederung der Mitglieder enthalten (vgl. 587  CIC).

## Struktur, Mitglieder und Leitung
„Das Werk“ besteht aus einer Priestergemeinschaft, der neben Priestern, Diakonen und Seminaristen auch männliche Laien angehören, und einer Gemeinschaft von Frauen. Neben diesen Mitgliedern im engeren Sinn gehören zum „Werk“ auch Mitglieder im weiteren Sinn sowie Gläubige, die geistlich mit der Gemeinschaft verbunden sind.
„Das Werk“ gehört zu den neuen Formen des geweihten Lebens gemäß 605  CIC, für welche die gemeinsamen Normen für alle Institute des geweihten Lebens (vgl. 578-602  CIC) sowie besondere Regelungen, die in den Konstitutionen festgelegt sind, gelten.
Die Gemeinschaft wird von den beiden auf Lebenszeit ernannten „International Verantwortlichen“, einem Priester und einer Frau der Gemeinschaft, geleitet. Die Ernennung der beiden Oberen auf Lebenszeit erfolgt gemäß der in den Konstitutionen festgelegten Vorgangsweise. Ihnen steht in der Leitung je ein Rat zur Seite. Gemeinsam bilden sie den „Familienrat“. Es gibt auch regionale und lokale Verantwortliche.
Nachdem „Das Werk“ im Jahr 2014 aufgrund des Verdachtes sexueller Übergriffe in die Schlagzeilen geraten war, ordnete der Vatikan eine Visitation an, nach deren 2017 vorgelegten Ergebnissen sich „Das Werk“ ändern muss. So sei ein Generalkapitel einzurichten, um zukünftig die Leitung transparenter zu wählen, statt sie durch einen inneren Zirkel auf Lebenszeit zu bestimmen.
Neue Statuten wurden vom Vatikan am 25. Juli 2023 genehmigt.

## Name und Symbol
Der Name „Das Werk“ geht auf zwei Stellen aus dem Johannesevangelium zurück. In seinem Leben habe Jesus den Vater verherrlicht und das Werk der Erlösung vollbracht, vgl. (Joh 17,4 ). Er habe die Kirche gestiftet, damit das Geschenk der Erlösung den Menschen aller Zeiten zuteilwerde und sie den dreifaltigen Gott anbeten. Der Name lade die Mitglieder ein, an dieser großen Sendung der Kirche mitzuwirken gemäß dem Wort: „Das ist das Werk Gottes, dass ihr an den glaubt, den er gesandt hat.“ (Joh 6,29 )
Das Symbol des „Werkes“ ist eine Dornenkrone, deren Dornen nach oben gerichtet sind. Sie wird als Symbol für die Sühne des geistigen Hochmutes betrachtet, von dem Jesus Christus die Menschen durch sein Leiden erlöst habe. Die weiblichen Mitglieder tragen beim festlichen Stundengebet eine Dornenkrone mit einem weißen Schleier.

## „Heiliges Bündnis“
Die Mitglieder im engeren Sinn schließen ein „‚heiliges Bündnis‘ mit dem Herzen Jesu“ in den drei evangelischen Räten, durch das sie sich Gott weihen (vgl. Errichtungsdekret). Die Eingliederung geschieht in folgendem zeitlichen Ablauf: Nach einer Zeit des Kennenlernens wird das erste „heilige Bündnis“ geschlossen. Ihm folgt nach einem von den Konstitutionen festgelegten zeitlichen Abstand in einer öffentlichen Feier, der meist ein Bischof vorsteht, das „heilige Bündnis in jungfräulicher Liebe“. Dabei erhalten die Mitglieder einen weißen Chormantel, der bei der Liturgie getragen wird. Nach wenigstens einem und spätestens drei Jahren schließt das Mitglied in einer gemeinschaftsinternen Feier das „heilige Bündnis in den drei evangelischen Räten“. Nach wenigstens drei weiteren Jahren wird das „ewige Bündnis“ geschlossen oder das Mitglied wird endgültig in die Gemeinschaft eingegliedert. Mitglieder im weiteren Sinn schließen ein ihrem Lebensstand angemessenes „heiliges Bündnis“ mit dem Herzen Jesu, das regelmäßig erneuert wird.

## Gründerin
Julia Verhaeghe wurde am 11. November 1910 in Geluwe in Westflandern in Belgien geboren. Ihre durch die Geschehnisse des Ersten Weltkrieges überschattete Kindheit, ihr frohes und heiteres Wesen und ihre religiöse Erziehung prägten sie maßgeblich. Ihre Spiritualität wurde insbesondere durch den „eucharistischen Kinderkreuzzug“ des belgischen Priesters Edward Poppe, durch ihre Zugehörigkeit zum dritten Orden des Karmels und durch die katholische Aktion in Belgien geprägt, von der sie sich später aber distanzierte, da sie sie als spirituell zu oberflächlich und in ihrem Engagement zu politisch ausgerichtet betrachtete. Sie verfasste zahlreiche Briefe und Schriften. Zeitlebens bei schlechter Gesundheit, erreichte sie dennoch ein hohes Alter. Nach der Gründung der ersten Niederlassungen außerhalb Belgiens lebte sie einige Jahre im Haus der Gemeinschaft in Rom, in Innsbruck und Bregenz, weitgehend zurückgezogen von der Öffentlichkeit. Am 29. August 1997 verstarb sie im Kloster Thalbach in Bregenz, dort ist sie in der Klosterkirche beigesetzt.

## Niederlassungen

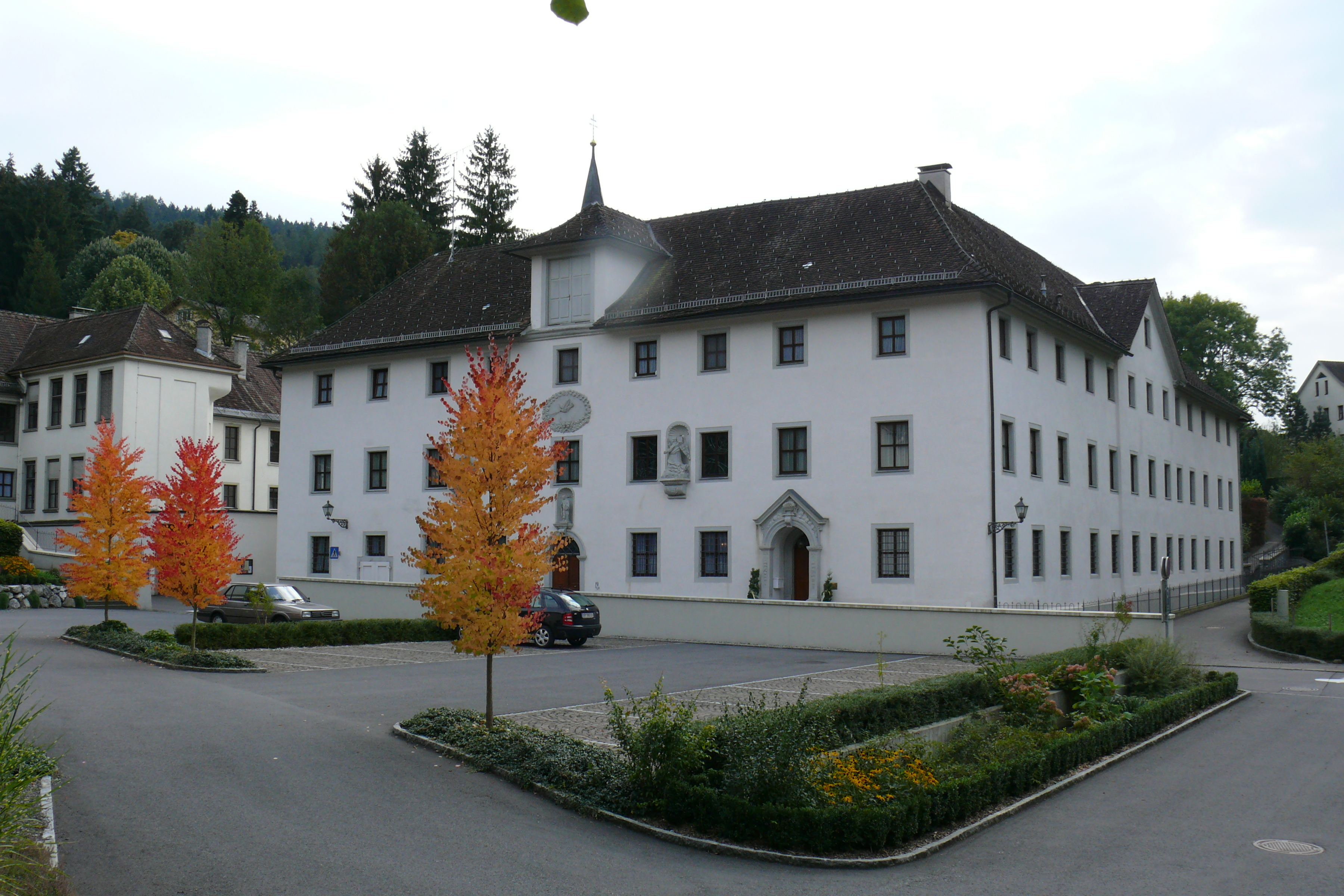
Kloster Thalbach, Bregenz

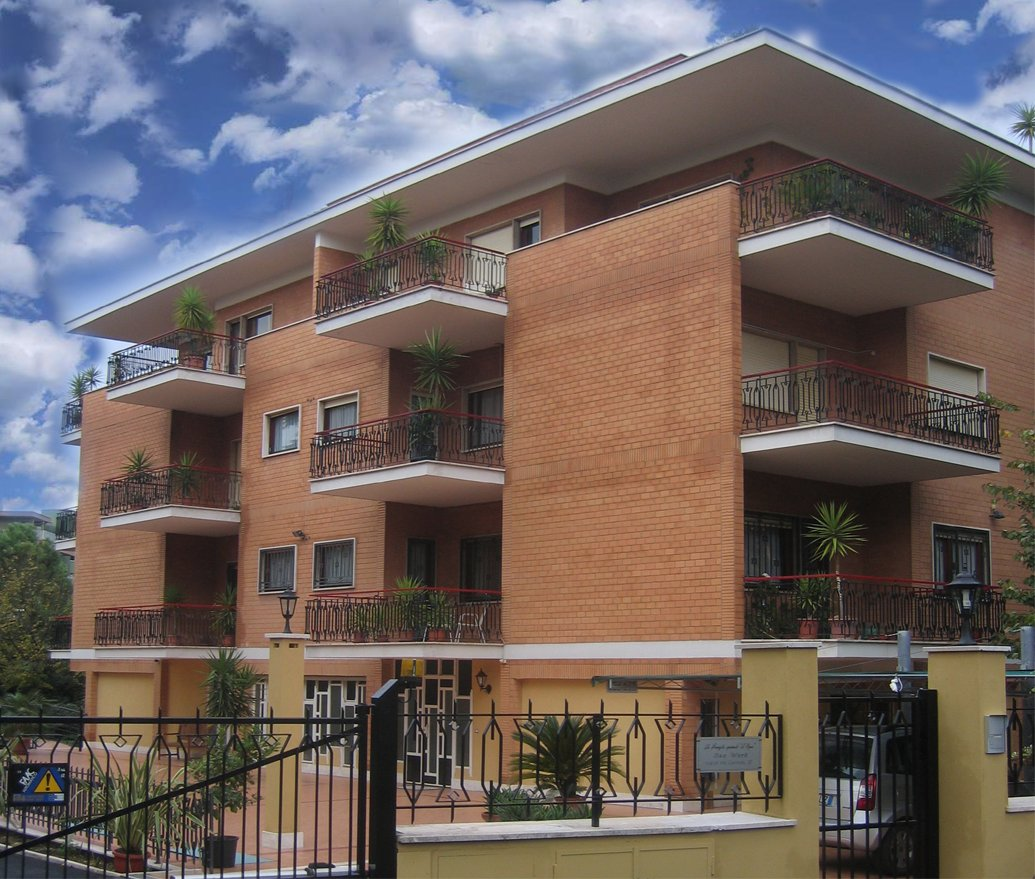
Collegium Paulinum, Rom

- Belgien:

Maison Damas, Place de Villers-Saint-Amand 2, 7812 Ath – erste Niederlassung des „Werkes“ und einzige der bis heute erhaltenen ersten Wirkungsstätten.
Moeder Julia-huis, Moerput 7, 8940 Geluwe – Wohnhaus der Familie Verhaeghe.
- Österreich:

Kloster Thalbach, Thalbachgasse 10, 6900 Bregenz – wurde dem „Werk“ 1983 im Einvernehmen mit den zuständigen kirchlichen Behörden von den seit 1797 dort anwesenden Dominikanerinnen übergeben und ist das größte Zentrum der Gemeinschaft und Sitz der International Verantwortlichen. Auf dem Klosterfriedhof ist Kardinal Leo Scheffczyk beerdigt.
„Das Werk“, Brünner Straße 9/1/5, 1210 Wien und Cottagegasse 58, 1190 Wien.
- Italien:

Collegium Paulinum, Via di Val Cannuta 32, 00166 Rom – Priesterseminar des „Werkes“.
- Niederlande: Huize Het Korenveld, Wilmenweg 1A, 6447 AW Merkelbeek.[18]
- Deutschland: „Das Werk“, Clemens-August-Straße 6, 81673 München, seit Dezember 2012 auch im Bistum Limburg.[20][22]
- Frankreich: La Famille Spirituelle „L’Oeuvre“, 43, rue Saint Nicolas, 33800 Bordeaux.

28, rue Henri de Lubac, 59400 Cambrai
- Israel: La Famille Spirituelle „L’Oeuvre“, St. Anne’s, 91190 Jerusalem.[17][23][24]
- England: Ambrose Cottage, 9 College Lane, Littlemore Oxford OX4 4LQ – Gedenkstätte für John Henry Newman.[25][24]
- Vereinigte Staaten: The Spiritual Family The Work, Mother Julia House, 419 East 13th Street, New York, NY 10009 – bei der Ständigen Vertretung des Heiligen Stuhls bei der UNO, zudem in Erie (Pennsylvania).[24][26]
- Slowenien: Duhovna družina „Delo“, Kotna pot 8, Voglje, 4208 Šenčur.[27]
- Ungarn: „Krisztus Ügye“ Lelki Család, Városkuti út 1/a, 1125 Budapest.[28]

## Ausrichtung und Ziele
Im Errichtungsdekret durch die Kongregation für die Institute des geweihten Lebens und für die Gesellschaften des apostolischen Lebens vom 29. August 2001 heißt es: „Die Zielsetzung des ‚Werkes‘ besteht darin, zum Lob des dreifaltigen Gottes und zum Heil der Menschen ein Abglanz der Kirche zu sein und ihre übernatürliche Schönheit als Leib Christi und als Familie Gottes zu bezeugen. Verwurzelt in der heiligen Eucharistie, der Quelle der Einheit mit Gott und untereinander, und in Treue gegenüber dem Nachfolger Petri und der gesunden Glaubenslehre wollen die Mitglieder dazu beitragen, dass die Menschen das Geheimnis der Kirche tiefer erfassen und in der Liebe zu ihr angesichts der Zeichen der Zeit gestärkt werden. In ihrer kontemplativen und apostolischen Berufung und in ihrer Sendung zur Heiligung der Welt lassen sie sich vor allem vom Beispiel des heiligen Paulus leiten und ahmen seine Liebe für den Herrn und seinen Leib, die Kirche, nach. Mit Vertrauen blicken sie auch auf die Heilige Familie von Nazaret, in der sie das wahre Vorbild der Einheit und der Komplementarität in der geistlichen Vater- und Mutterschaft erblicken.“

## Rezeption

### Sektenähnliche Struktur
In der Vergangenheit wurde dem „Werk“ von ehemaligen Mitgliedern eine „sektenähnliche Struktur“ vorgeworfen. Nachdem sich die Sektenkommission der belgischen Abgeordnetenkammer damit befasst hatte, gab der damalige Justizminister Tony Van Parys am 10. September 1998 die Einstellung des Verfahrens bekannt. Parys berief sich auf das Ergebnis der Untersuchung der Staatsanwaltschaft in Tournai, zitierte aus dem Bericht des Prokurators des Königs vom 30. Juli 1998 und erklärte, es handele sich „um eine klassische christliche Gemeinschaft“. Das „Werk“ ist eine vom Heiligen Stuhl errichtete katholische Gemeinschaft und wird im päpstlichen Jahrbuch seit Jahren unter den „anderen Formen“ des geweihten Lebens angeführt.

### Sexueller Missbrauch
2016 erschien das Buch Nicht mehr ich. Die wahre Geschichte einer jungen Ordensfrau (Edition a, Wien, ISBN 978-3-426-78792-2), in dem Doris Reisinger (geb. Wagner), die aus der Gemeinschaft ausgetreten war, ihre Erfahrungen beschrieb. Kardinal Schönborn führte mit Reisinger im Januar 2019 dazu ein langes Gespräch. Sie ist auch eine der fünf Protagonistinnen in dem Film #Female Pleasure (2018).
In einer Stellungnahme bedauerte der Orden sehr, „dass ein Priester unserer Gemeinschaft eine kurze intime Beziehung zu der damals 24-jährigen Schwester unterhalten hat“, stellte aber klar, dass der erhobene Vorwurf des Missbrauchs von zwei Gerichten abgewiesen worden ist.
Aufgrund Reisingers Vorwurf der sexuellen Belästigung geriet auch ein anderes Mitglied, Hermann Geißler, in die Kreuzfeuer Kritik. In Folge einer Prüfung durch das höchste Gericht der Kirche, der Apostolischen Signatur, wurde er von diesem Vorwurf freigesprochen.

### Einstweilige Verfügung gegen Arte
Am 20. April 2019 untersagte ein Gericht mit einer einstweiligen Verfügung dem Sender Arte, den Film Gottes missbrauchte Dienerinnen, der am 3. März 2019 gesendet worden war, weiterhin in seiner Mediathek zu präsentieren, woraufhin er entfernt wurde. Dagegen ging Arte vor Gericht. Der Sprecher der Geistlichen Familie „Das Werk“ in Bregenz, Pater Georg Gantioler, erklärte auf Anfrage der Katholischen Nachrichten-Agentur, ein Rechtsanwalt der Gemeinschaft habe eine einstweilige Verfügung gegen Arte TV, die Frankfurter Allgemeine Zeitung und den Deutschlandfunk erwirkt.
Die Fernsehanstalt ARTE Geie hat das vom Oberlandesgericht bestätigte Verbot mittlerweile vollumfänglich als endgültig anerkannt.